# Pila zinco-aria

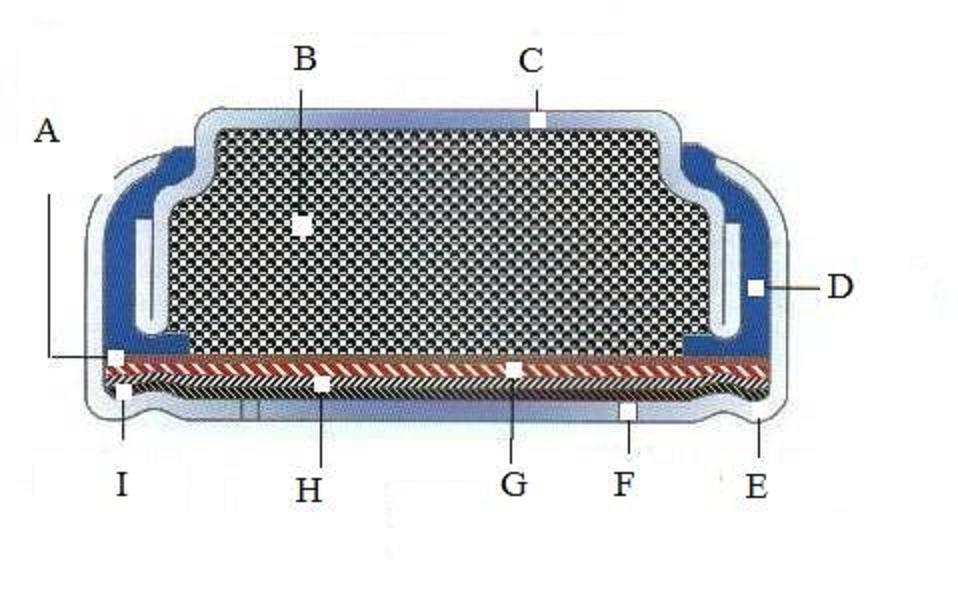
Vista in sezione di una pila a bottone zinco-aria. A: separatore, B: anodo in polvere di zinco e elettrolita, C: rivestimento del comparto anodico, D: isolante, E: rivestimento del compartimento catodico, F: orifizio per l'aria, G: collettore di corrente e catalizzatore catodico, H: distributore dell'aria, I: membrana semipermeabile.

La pila zinco-aria (o accumulatore zinco-aria) è una batteria ricaricabile che utilizza un catodo a ossigeno atmosferico (che riceve elettroni, riducendosi) e un anodo di zinco (che cede elettroni, ossidandosi); analogamente alle altre pile, il movimento di elettroni genera una differenza di potenziale e quindi una tensione elettrica che può servire per alimentare vari tipi di circuiti elettrici.

## Caratteristiche
Le pile zinco-aria appartengono alla categoria delle celle a combustibile, dove lo zinco è il combustibile e l'ossigeno è il comburente. Quando le superfici degli elettrodi di zinco metallico si sono ossidate (diventando ossido di zinco), la batteria può considerarsi "scarica". La batteria non può essere ricaricata dall'utente ma deve essere sostituita "al volo" da un altro pacchetto di queste batterie nuove. Il vecchio pacchetto viene "ricaricato" a parte (in realtà il diossido di zinco viene "rigenerato", cioè con una procedura elettrochimica viene ridotto a zinco metallico) nell'industria o nella stazione di servizio automatizzata che si occuperà di questo ciclo industriale.
Un chilogrammo di batteria zinco-aria fornisce circa 110-200 wattora; questo è pari a circa 6,8-10,2 volte la densità energetica di un comune accumulatore piombo-acido (il più utilizzato nelle automobili). In teoria, in seguito a perfezionamenti tecnologici si potrebbe arrivare a densità energetiche fino a 1000 Wh/kg.

Inoltre il costo di produzione è inferiore a quello degli accumulatori piombo-acido.

### Vantaggi
- Rispetto all'accumulatore nichel-cadmio, si hanno lievi vantaggi nel rapporto carica/peso, per la non presenza di metalli pesanti tossici da smaltire in discarica e per la totale inesistenza dell'effetto memoria.
- Rispetto all'accumulatore litio-ione, si hanno enormi vantaggi nella durata (soprattutto ad alte temperature) e soprattutto nella sicurezza (non hanno alcuna tendenza ad incendiarsi se danneggiate).
- Rispetto all'accumulatore piombo-acido, il vantaggio principale è quello del molto maggior rapporto carica/peso, del minor costo del metallo e dell'assenza di metalli pesanti da smaltire.

### Svantaggi
- Le pile zinco-aria risentono molto della bassa temperatura e dell'umidità e dell'inquinamento, che portano ad una riduzione della reattività dell'ossigeno atmosferico. In condizioni ideali, come luoghi caldi e desertici, si nota un aumento della potenza massima e dell'autonomia (vedasi il test del 1997 in California). Esattamente il contrario avviene ad alta quota (dove cala la pressione parziale dell'ossigeno) ed in climi freddi ed umidi, come in caso di pioggia, che vedono ridursi sia la potenza massima che l'autonomia.
- Non è possibile ricaricare queste batterie in casa, né tantomeno impiegarle nel recupero dell'energia di frenata, o collegarle ad un generatore alimentato da un motore a combustione interna, oppure ricaricarle con celle solari, ecc.

## Reazioni
Le reazioni che avvengono all'interno di una pila zinco-aria sono le seguenti:
- all'anodo: Zn + 4OH– → Zn(OH)42– + 2e– (E0 = –1,25 V)
- nell'elettrolita: Zn(OH)42– → ZnO + H2O + 2OH–
- al catodo: O2 + 2H2O + 4e– → 4OH– (E0 = 0,4 V)

Quindi la reazione globale è la seguente:
2Zn + O2 → 2ZnO (E0 = 1,65 V)

## Impiego automobilistico
Nel 1999, un veicolo (furgone Mercedes MB-410) equipaggiato con batterie zinco-aria è stato in grado di superare il tratto alpino dell'autostrada tra Torino e Lione, garantendo un'autonomia di circa 500 km.
Nel bilancio energetico complessivo (trasformazione dell'energia contenuta nel petrolio in energia meccanica disponibile al veicolo), il sistema tradizionale a benzina ha fornito rese del 13%, mentre quello che prevede la trasformazione dell'energia chimica del petrolio in energia elettrica, ed il suo successivo stoccaggio nella batteria zinco-aria ed impiego da parte di motori elettrici, ha fornito rese del 16%. Ovviamente, dal momento che si tratta di energia elettrica, nessuno vieta di produrla con centrali idroelettriche, con pannelli solari, con generatori eolici oppure con reattori nucleari, sempre collegandoli all'industria che "rigenera" la pila zinco-aria.
Attualmente, vista la svantaggiosa durata dell'accumulatore litio-ione, che alla temperatura ambiente (25 °C) perde circa il 2% della sua capacità di carica ogni anno (la batteria Li-ion sembra più adatta ai climi freddi), in alcuni modelli di auto elettrica si stanno utilizzando le batterie zinco-aria come possibile alternativa conveniente, sia dal punto di vista economico, che del rapporto carica fornita/peso della batteria.

### Principale vantaggio per gli autoveicoli: la sicurezza
La caratteristica principale è quella del non incendiarsi in nessuna condizione. La velocità di combustione dello zinco dipende principalmente dalla pressione atmosferica e dalla percentuale di ossigeno atmosferico (19 % costante), dalla temperatura, dall'umidità e dal tasso di ossidazione della batteria. Rispetto agli accumulatori piombo-acido solforico, ha il vantaggio di non liberare acidi ustionanti se la batteria venisse incautamente aperta o danneggiata in un impatto.

## L'ossigeno puro aumenta la potenza della pila zinco-aria
Una delle fonti di idrogeno proposte per l'economia dell'idrogeno è l'elettrolisi dell'acqua, grazie all'elettricità prodotta dall'energia eolica e dall'energia idroelettrica. Questa procedura, oltre all'idrogeno, porta ad ottenere anche ossigeno.
Alte pressioni di ossigeno, la presenza di ozono e l'alta temperatura sembrano aumentare le prestazioni, sia di picco di potenza che di capacità di erogazione totale di potenza, della pila zinco-aria. In questo caso, aggiungendo al sistema della batteria zinco-aria un misuratore-dosatore dell'afflusso di ossigeno con la possibilità di arricchire la miscela prelevandolo da una bombola, si potrebbe ottenere una specie di sovralimentazione della pila zinco-aria.

## Sviluppo in Italia
In Italia queste batterie, nelle dimensioni, tipologia e voltaggio (~ 12 V) necessari per l'autotrazione, vengono studiate e costruite dalla Edison di Trofarello, in provincia di Torino.

## Commercializzazione attuale

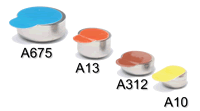
Tipologie di pila Zn/aria per dispositivi acustici

- La batteria zinco-aria ad alto potere BA-8180/U viene commercializzata sin dal 2002 dalla Electric Fuel Battery Corporation di Auburn nello stato dell'Alabama, in USA.
- Attualmente piccole pile a bottone zinco-aria vengono vantaggiosamente utilizzate per alimentare gli amplificatori nella protesi acustica.
- La Powerzink di Shanghai in Cina produce batterie che si sono dimostrate molto efficaci in scooter elettrici e biciclette elettriche; vedasi: PDF.

## In corso di sviluppo la batteria Zn/aria ricaricabile
Le prime batterie di questo tipo sono state descritte in un articolo della IEEE, del 1995.
Al giorno d'oggi le batterie zinco-aria ricaricabili non sono disponibili in commercio. I progetti in corso di sviluppo hanno un'energia specifica che va da 100 a 150 Wh/kg, raggiunta con componenti a basso costo. Attualmente le ricerche eseguite nel Paul Scherrer Institute - Laboratory for Electrochemistry, in collaborazione con enti svizzeri e stranieri, hanno portato allo sviluppo, come dimostratore tecnologico, di una batteria ricaricabile con un'energia specifica superiore ai 100 Wh/kg. Dal momento che i componenti della batteria Zn/aria sono di basso costo ed i sistemi acquosi in genere sono più economici da produrre rispetto a quelli inglobati in un polimero (batterie litio-ione), si pensa che si possa produrre questa batteria a prezzi competitivi.
La principale difficoltà nella costruzione di batterie zinco-aria ricaricabili elettricamente si riscontra nella stabilità degli elettrodi a zinco e degli elettrodi porosi per la diffusione di ossigeno (che attualmente sono fatti in carbonio). Nell'elettrodo in carbonio l'ossigeno viene liberato (per riduzione dello zinco) per assorbimento di elettroni della corrente elettrica) durante la ricarica, e invece viene riassorbito dallo zinco durante la scarica (lo zinco si ossida). Il gruppo di ricerca del PSI è riuscito a sviluppare elettrodi di entrambi i tipi a superficie porosa 
super-rugosa, per assemblarli come moduli di una batteria dimostrativa, all'apparenza una tradizionale batteria per auto, ma molto più leggera, da 12 Volt, con capacità di erogare un'intensità di 20 ampereora.
È in corso di valutazione, quali catalizzatore della riduzione dell'ossigeno, un composto appartenente al gruppo delle perovskiti.